# Давид-земляничник
Давид-земляничник (Тихвинская) — день в народном календаре у славян, соотносящимся с православным месяцесловом, выпадающий на 26 июня (9 июля). Название дня происходит от имени преподобного Давида Солунского. Является частью «купальских празднований», оканчивающихся в Петров день.

## Другие названия
рус. Тихвинская, Тихвинская ягодница, Давид земляничный, Явление иконы Тихвинской Божьей Матери, Медосбор, Земляничник, Ягодница, Ягодочница, Огурцам накат, Давид, Иван, Тихон; бел. Давыд, Дзяніс, Ціхан, Іван.

## Традиции
Прозвище праздника на Руси связано с тем, что в именины Давида в лесу созревают первые ягоды. Землянику любили все, особенно дети — для них она была одним из главных лакомств. Об этой ягоде известно множество поговорок — например: «Первую ягоду в рот кладут, а вторую в дом несут».
Пчеловоды считали, что с этого дня пчелы вылетают из ульев за медовым сбором.
В белорусском Полесье говорили, что летом «ў Пятроўку Иван у нас е, и на е́тао Ивана то та́я русалка бегае. Ана гола, косы роспускае, она ж ужэ бярэ пользу с поля. Иван у Пятруўку, за два дни да Пятра».
В Сибири на Тихвинскую кропят лошадей. По утверждению Ивана Сахарова, этот день там называют «Никола Обыденный».
Существовало поверье: кто хочет занять деньги, тот должен положить травы земляники в карман и смело идти к ростовщику — отказа не будет.
Восточные славяне в этот день перед Тихвинской иконой Божьей Матери молятся о сохранении и здравии младенцев, а перед Седмиозерной иконой Божьей Матери молятся об избавлении от эпидемии, от стихийных бедствий.
Чехи говорили: «Святой Буриан побьёт градом работающих в это время» (чеш. Sv. Burjan krupobitim pri panujicih toho času bourkach).

## Поговорки и приметы
- На Тихвинскую ягоды поспевают и птицы затихают[2].
- На Тихвинскую земляника-ягода поспевает, красных девок в лес зовёт[3].
- Собирай по ягодке, наберёшь кузовок[2].
- Где едят землянику и чернику — врачам делать нечего.
- На Тихвинскую пчела вылетает за поноской — за медовым сбором[3].